# Boros Aurél
Boros Aurél (1922. november 30. – ?) román válogatott magyar labdarúgó, kapus.

## Mérkőzései a román válogatottban
| Románia | Románia              | Románia                   | Románia      | Románia  | Románia       | Románia    | Románia | Románia |
| #       | Dátum                | Helyszín                  | Hazai        | Eredmény | Vendég        | Kiírás     | Gólok   | Esemény |
| ------- | -------------------- | ------------------------- | ------------ | -------- | ------------- | ---------- | ------- | ------- |
| 1.      | 1945. szeptember 30. | Budapest, Üllői úti pálya | Magyarország | 7 – 2    | Románia       | barátságos | -       |         |
| 2.      | 1949. május 8.       | Bukarest                  | Románia      | 2 – 1    | Lengyelország | barátságos | -       | 75'     |
|         | Összesen             |                           |              | 2        | mérkőzés      |            | 0       | gól     |